# Вишковецька сільська рада
| Вишковецька сільська рада — колишній орган місцевого самоврядування у Немирівському районі Вінницької області з адміністративним центром у с. Вишківці. Сільській раді були підпорядковані населені пункти: - с. Вишківці - с. Вигнанка - с. Забужжя |

## Склад ради
Рада складалася з 12 депутатів та голови.

## Керівний склад сільської ради
| ПІБ                           | Основні відомості                                                                        | Дата обрання | Дата звільнення |
| ----------------------------- | ---------------------------------------------------------------------------------------- | ------------ | --------------- |
| Перепеляк Станіслав Дмитрович | Сільський голова, 1975 року народження, освіта, безпартійний                             | 26.03.2006   | 20.01.2009      |
| Васильчук Віктор Васильович   | Сільський голова, 1970 року народження, освіта, член народної партії                     | 03.05.2009   | 31.10.2010      |
| Васильчук Віктор Васильович   | Сільський голова , 1974 року народження, освіта середня спеціальна, член Партії регіонів | 31.10.2010   |                 |

Примітка: таблиця складена за даними джерела